# 1971 у футболі
Нижче наведені футбольні події 1971 року у всьому світі.

## Події
- Відбувся перший розіграш Кубка УЄФА, перемогу в якому здобув англійський «Тоттенхем Хотспур».

## Національні чемпіони
- Італія: Інтернаціонале
- Іспанія: Валенсія
- СРСР: Динамо (Київ)